# Jorge Sánchez Farfán
Jorge Rubén Sánchez Farfán (Vilcabamba, 28 de agosto de 1936 - Cusco, 24 de abril de 1992) fue un político peruano. 

## Biografía
Fue miembro del Partido Aprista Peruano y fue elegido diputado por el departamento del Cusco en las elecciones generales del año 1985, en las que salió elegido por primera vez Alan García como presidente del Perú.
Falleció el 24 de abril de 1992 a los 55 años.